# Списак поштанских бројева у Хрватској
Поштански бројеви у Хрватској су петоцифрени Бројеви.
|  |  |  |  |  |  |  |  |  |  |  |  |  |  |  |  |  |  |  |  |  |  |  |  |  |  |  |  |  |  |

## Жупаније
| Број  | Град           | Жупанија                        |
| ----- | -------------- | ------------------------------- |
| 10000 | Загреб         | Загребачка жупанија             |
| 20000 | Дубровник      | Дубровачко-неретванска жупанија |
| 21000 | Сплит          | Сплитско-далматинска жупанија   |
| 22000 | Шибеник        | Шибенско-книнска жупанија       |
| 23000 | Задар          | Задарска жупанија               |
| 31000 | Осијек         | Осјечко-барањска жупанија       |
| 32000 | Вуковар        | Вуковарско-сријемска жупанија   |
| 33000 | Вировитица     | Вировитичко-подравска жупанија  |
| 34000 | Пожега         | Пожешко-славонска жупанија      |
| 35000 | Славонски Брод | Бродско-посавска жупанија       |
| 40000 | Чаковец        | Међимурска жупанија             |
| 42000 | Вараждин       | Вараждинска жупанија            |
| 43000 | Бјеловар       | Бјеловарско-билогорска жупанија |
| 44000 | Сисак          | Сисачко-мославачка жупанија     |
| 47000 | Карловац       | Карловачка жупанија             |
| 48000 | Копривница     | Копривничко-крижевачка жупанија |
| 49000 | Крапина        | Крапинско-загорска жупанија     |
| 51000 | Ријека         | Приморско-горанска жупанија     |
| 52000 | Пазин          | Истарска жупанија               |
| 53000 | Госпић         | Личко-сењска жупанија           |

## Азбучни редослијед

### А[1]
- Аржано — 21246

### Б[1]
- Бабина Греда — 32276
- Бабино Поље — 20225
- Бадерна — 52445
- Бадљевина — 34552
- Бакар — 51222
- Бакарац — 51261
- Бале — 52211
- Банова Јаруга — 44321
- Бановци — 32247
- Бапска — 32235
- Барбан — 52207
- Бариловић — 47252
- Башка — 51523
- Башка Вода — 21320
- Бебрина — 35254
- Бедековчина — 49221
- Беденица — 10381
- Бедња — 42253
- Бектеж — 34343
- Белец — 49254
- Белеј — 51555
- Бели — 51559
- Белица — 40319
- Белишће — 31551
- Беловар — 10363
- Бенковац — 23420
- Берек — 43232
- Беретинец — 42201
- Бестовје — 10437
- Бетина — 22244
- Бибиње — 23205
- Биље — 31327
- Биоград на мору — 23210
- Бјеловар — 43000
- Блаце — 20357
- Блато — 20271
- Блато на Цетини — 21254
- Блињски Кут — 44211
- Близна Доња — 21228
- Бобота — 32225
- Бол — 21420
- Бољун — 52434
- Бораја — 22206
- Борово — 32227
- Босиљево — 47251
- Бошњаци — 32275
- Божава — 23286
- Брачевци — 31423
- Брбињ — 23285
- Брегана — 10432
- Брела — 21322
- Брестовац — 34322
- Брестовец Ореховички — 49228
- Брезнички Хум — 42225
- Брезовица — 10257
- Брибир — 51253
- Бриње — 53260
- Брод Моравице — 51312
- Брод на Купи — 51301
- Брсеч — 51418
- Бршадин — 32222
- Бртонигла — 52474
- Брусје — 21454
- Брушане — 53206
- Бучје — 34553
- Будимци — 31432
- Будиншћина — 49284
- Бује — 52460
- Буковље — 35209
- Булинац — 43273
- Бушевец — 10417
- Бузет — 52420

### В[2]
- Валпово — 31550
- Вараждин — 42000
- Вараждинске Топлице — 42223
- Вела Лука — 20270
- Веле Муне — 51212
- Вели Иж — 23284
- Вели Лошињ — 51551
- Вели Рат — 23287
- Велика — 34330
- Велика Горица — 10410
- Велика Лудина — 44316
- Велика Млака — 10408
- Велики Бастаји — 43531
- Велики Грђевац — 43270
- Велики Пролог — 21277
- Велики Зденци — 43293
- Велико Трговишће — 49214
- Велико Тројство — 43226
- Велико Вуковје — 43282
- Ветово — 34335
- Вид — 20352
- Видовец — 42205
- Виљево — 31531
- Виница — 42207
- Винишће — 21226
- Вињерац — 23247
- Винковци — 32100
- Вир — 23234
- Вирје — 48326
- Вировитица — 33000
- Вис — 21480
- Вишковци — 31401
- Вишково — 51216
- Вишњан — 52463
- Виводина — 47283
- Вижинада — 52447
- Владиславци — 31404
- Воћин — 33522
- Водице — 22211
- Водњан — 52215
- Вођинци — 32283
- Војнић — 47220
- Володер — 44318
- Вратник — 53273
- Врбањ — 21462
- Врбања — 32254
- Врбник — 51516
- Врбоска — 21463
- Врбовец — 10340
- Врбовско — 51326
- Вргорац — 21276
- Врховине — 53223
- Врлика — 21236
- Врсар — 52450
- Врси — 23235
- Вука — 31403
- Вуковар — 32000
- Вуковар — 32010
- Вуковина — 10419

### Г[3]
- Габош — 32212
- Галижана — 52216
- Гарешница — 43280
- Гат — 31554
- Гата — 21253
- Гдињ — 21467
- Генералски Стол — 47262
- Герово — 51304
- Глина — 44400
- Гола — 48331
- Голубић — 22301
- Гомирје — 51327
- Горица Светојанска — 10453
- Горичан — 40324
- Горјани — 31422
- Горња Ријека — 48268
- Горња Стубица — 49245
- Горње Базје — 33407
- Горње Јесење — 49233
- Горње Загорје — 47307
- Горњи Ступник — 10255
- Госпић — 53000
- Говеђари — 20226
- Граб — 21242
- Граберје Иваничко — 10313
- Грабовац — 21271
- Грачац — 23440
- Грачишће — 52403
- Градац — 21330
- Градец — 10345
- Градина — 33411
- Градиште — 32273
- Грижане — 51244
- Грохоте — 21430
- Грожњан — 52429
- Грубишно Поље — 43290
- Груда — 20215
- Гудовац — 43251
- Гуња — 32260
- Гушће — 44203
- Гвозд — 44410

### Д[4]
- Дарда — 31326
- Дарувар — 43500
- Декановец — 40318
- Делнице — 51300
- Десинић — 49216
- Дежановац — 43506
- Дицмо — 21232
- Дивуша — 44435
- Добрињ — 51514
- Доли — 20231
- Доња Бистра — 10298
- Доња Дубрава — 40328
- Доња Ломница — 10412
- Доња Мотичина — 31513
- Доња Пушћа — 10294
- Доња Стубица — 49240
- Доња Вишњица — 42255
- Доња Воћа — 42245
- Доња Зелина — 10382
- Доње Огорје — 21206
- Доње Пазариште — 53213
- Доњи Андријевци — 35214
- Доњи Долац — 21205
- Доњи Драгоножец — 10253
- Доњи Краљевец — 40320
- Доњи Кукурузари — 44431
- Доњи Лапац — 53250
- Доњи Мартијанец — 42232
- Доњи Михољац — 31540
- Доњи Мућ — 21203
- Доњи Проложац — 21264
- Доњи Видовец — 40327
- Драга Башћанска — 51522
- Драгалић — 35428
- Драганићи — 47201
- Драгљане — 21275
- Драмаљ — 51265
- Драшковец — 40325
- Драшнице — 21328
- Дражице — 51218
- Дрење — 31418
- Дреновци — 32257
- Дрежница — 47313
- Дрежник Град — 47246
- Дриновци — 22324
- Дривеник — 51242
- Дрниш — 22320
- Дрње — 48322
- Дрвеник — 21333
- Дрвеник Велики — 21225
- Дубранец — 10418
- Дубрава — 10342
- Дубравица — 10293
- Дубравка — 20216
- Дубровник — 20000
- Дуга Реса — 47250
- Дуги Рат — 21315
- Дуго Село — 10370
- Дугопоље — 21204
- Двор — 44440

### Ђ[4]
- Ђаково — 31400
- Ђелековец — 48316
- Ђелетовци — 32244
- Ђуловац — 43532
- Ђурђеновац — 31511
- Ђурђевац — 48350
- Ђурићи — 32263
- Ђурманец — 49225

### Ж[2]
- Жакање — 47276
- Ждала — 48332
- Ждрелац — 23263
- Жирје — 22236
- Жман — 23282
- Жмињ — 52341
- Жрновница — 21251
- Жрново — 20275
- Жуљана — 20247
- Жупа — 21273
- Жупања — 32270

### З[2]
- Забок — 49210
- Задар — 23000
- Задварје — 21255
- Загорска Села — 49296
- Загреб — 10000
- Загреб — 10110
- Загреб-Дубрава — 10040
- Загреб-Нови Загреб — 10020
- Загреб-Слобоштина — 10010
- Загреб-Суседград — 10090
- Загвозд — 21270
- Заострог — 21334
- Запоље — 35422
- Запрешић — 10290
- Застражишће — 21466
- Затон — 22215
- Затон Велики — 20235
- Зденци — 33513
- Земуник — 23222
- Зларин — 22232
- Златар — 49250
- Златар Бистрица — 49247
- Злобин — 51324
- Змијавци — 21266
- Зрински Тополовац — 43202
- Зубовићи — 53296
- Звечај — 47261

### И[5]
- Ичићи — 51414
- Игране — 21329
- Илача — 32248
- Илок — 32236
- Иловик — 51552
- Имотски — 21260
- Ист — 23293
- Иванец — 42240
- Иванић-Град — 10310
- Ивања Река — 10373
- Иванково — 32281
- Иванска — 43231

### Ј[5]
- Јабланац — 53287
- Јабуковац — 44204
- Јадраново — 51264
- Јаковље — 10297
- Јакшић — 34308
- Јалжабет — 42203
- Јањина — 20246
- Јармина — 32280
- Јасенак — 47314
- Јасенице — 23243
- Јасеновац — 44324
- Јастребарско — 10450
- Јелса — 21465
- Јесенице — 21314
- Језера — 22242
- Језеране — 53262
- Јосипдол — 47303
- Јурдани — 51213

### К[5]
- Кали — 23272
- Калиновац — 48361
- Каље — 10456
- Калник — 48269
- Камање — 47282
- Каменмост — 21262
- Канфанар — 52352
- Канишка Ива — 43283
- Капела — 43203
- Каприје — 22235
- Каптол — 34334
- Карин — 23452
- Карлобаг — 53288
- Карловац — 47000
- Каројба — 52423
- Кастав — 51215
- Кашина — 10362
- Кашт — 47284
- Каштел Гомилица — 21213
- Каштел Камбеловац — 21214
- Каштел Лукшић — 21215
- Каштел Стари — 21216
- Каштел Сућурац — 21212
- Каштел Штафилић — 21217
- Каштелир — 52464
- Кијево — 22310
- Кистање — 22305
- Клана — 51217
- Кланац — 53212
- Клањец — 49290
- Клек — 20356
- Кленовица — 51252
- Кленовник — 42244
- Клис — 21231
- Клоштар Иванић — 10312
- Клоштар Подравски — 48362
- Клоштар Војаковачки — 48264
- Книн — 22300
- Колан — 23251
- Колочеп — 20221
- Комин — 20344
- Комин — 10383
- Комижа — 21485
- Комлетинци — 32253
- Кончаница — 43505
- Коњшчина — 49282
- Копривница — 48000
- Копривнички Иванец — 48314
- Корчула — 20260
- Кореница — 53230
- Корнић — 51517
- Коромачно — 52222
- Косињ — 53203
- Костање — 21207
- Костањевац — 10455
- Кострена — 51221
- Коториба — 40329
- Краљевец на Сутли — 49294
- Краљевица — 51262
- Крапина — 49000
- Крапинске Топлице — 49217
- Крапје — 44325
- Красица — 51224
- Красно — 53274
- Крашић — 10454
- Кратечко — 44213
- Краварско — 10413
- Криви Пут — 53271
- Криводол — 21263
- Криж — 10314
- Крижевци — 48260
- Крижишће — 51241
- Крижпоље — 53261
- Крк — 51500
- Крница — 52208
- Крњак — 47242
- Кршан — 52232
- Кучиће — 21208
- Кућиште — 20267
- Кукљица — 23271
- Кукуљаново — 51227
- Кула Норинска — 20341
- Кумровец — 49295
- Куна — 20243
- Куновец — 48311
- Купјак — 51313
- Купљеново — 10295
- Кутина — 44320
- Кутјево — 34340
- Кузмица — 34311
- Кужељ — 51302

### Л[6]
- Лабин — 52220
- Ланишће — 52422
- Ласиња — 47206
- Ластово — 20290
- Лећевица — 21202
- Леденице — 51251
- Леград — 48317
- Лекеник — 44272
- Лепајци — 49224
- Лепоглава — 42250
- Левањска Варош — 31416
- Лич — 51323
- Лички Осик — 53201
- Личко Лешће — 53224
- Личко Петрово Село — 53233
- Лијеви Дубровчак — 10316
- Липик — 34551
- Липовац — 32246
- Липовљани — 44322
- Ливаде — 52427
- Лижњан — 52204
- Лобор — 49253
- Локва Рогозница — 21317
- Локве — 51316
- Лоњица — 10341
- Лопар — 51281
- Лопатинец — 40311
- Лопуд — 20222
- Ловас — 32237
- Ловинац — 53244
- Ловиште — 20269
- Ловран — 51415
- Ловрећ — 21257
- Лозовац — 22221
- Ложишћа — 21404
- Лучко — 10250
- Лудбрег — 42230
- Луг — 31328
- Лука — 10296
- Лукач — 33406
- Лукоран — 23274
- Луковдол — 51328
- Луково Шугарје — 53289
- Лумбарда — 20263
- Лун — 53294
- Лупоглав — 52426

### Љ[6]
- Љубешчица — 42222

### М[6]
- Мацинец — 40306
- Маче — 49251
- Магаденовац — 31542
- Махично — 47286
- Макарска — 21300
- Мала Суботица — 40321
- Мали Буковец — 42231
- Мали Ерјавец — 47281
- Мали Лошињ — 51550
- Малинска — 51511
- Марановићи — 20224
- Марчана — 52206
- Марија Бистрица — 49246
- Марија Горица — 10299
- Маријанци — 31555
- Марина — 21222
- Маркушица — 32213
- Мартинска Вес — 44201
- Мартиншћица — 51556
- Марушевец — 42243
- Матуљи — 51211
- Медулин — 52203
- Метковић — 20350
- Михољачки Пореч — 31543
- Миховљан — 49252
- Миклеуш — 33517
- Милна — 21405
- Мимице — 21318
- Млини — 20207
- Млиниште — 20353
- Мокошица — 20236
- Молат — 23292
- Молве — 48327
- Момјан — 52462
- Моравице — 51325
- Мошћеница — 44253
- Мошћеничка Драга — 51417
- Мотовун — 52424
- Мравинце — 21209
- Мркопаљ — 51315
- Мурско Средишче — 40315
- Муртер — 22243

### Н[6]
- Нарта — 43247
- Нашице — 31500
- Неделишће — 40305
- Недешћина — 52231
- Негославци — 32239
- Неорић — 21247
- Нерезине — 51554
- Нережишћа — 21423
- Нетретић — 47271
- Невиђане — 23264
- Нијемци — 32245
- Нин — 23232
- Нова Буковица — 33518
- Нова Капела — 10343
- Нова Капела — 35410
- Нова Рача — 43272
- Нова Села — 20278
- Нова Вас — 52446
- Новаља — 53291
- Нови Голубовец — 49255
- Нови Мароф — 42220
- Нови Винодолски — 51250
- Новиград (Цитанова) — 52466
- Новиград (Далмација) — 23312
- Новиград Подравски — 48325
- Ново Чиче — 10415
- Ново Вирје — 48355
- Новоселец — 10315
- Новска — 44330
- Нуштар — 32221

### Њ[6]
- Њивице — 51512

### О[7]
- Оборово — 10372
- Обровац — 23450
- Обровац Сињски — 21241
- Огулин — 47300
- Оклај — 22303
- Округ Горњи — 21223
- Окучани — 35430
- Олиб — 23296
- Омиш — 21310
- Омишаљ — 51513
- Опатија — 51410
- Опатовац — 32233
- Опртаљ — 52428
- Опузен — 20355
- Ораховица — 33515
- Орашац — 20234
- Оребић — 20250
- Ореховец — 48267
- Ореховица — 40322
- Ориовац — 35250
- Орле — 10411
- Оролик — 32243
- Орославје — 49243
- Осијек — 31000
- Оскорушно — 20242
- Острово — 32211
- Оштарије — 47302
- Оточац — 53220
- Оток (Далмација) — 21238
- Оток — 32252
- Отрић Сеоци — 20342
- Озаљ — 47280

### П[7]
- Паг — 23250
- Пакоштане — 23211
- Пакрац — 34550
- Пашман — 23262
- Пазин — 52000
- Перковић — 22205
- Перушић — 53202
- Петеранец — 48321
- Петрчане — 23231
- Петријанец — 42206
- Петриња — 44250
- Петровци — 32229
- Петровско — 49234
- Пићан — 52332
- Пировац — 22213
- Писаровина — 10451
- Пишкоревци — 31417
- Питомача — 33405
- Пивница Славонска — 33533
- Плашки — 47304
- Плешце — 51303
- Плетерница — 34310
- Плитвичка Језера — 53231
- Плоче — 20340
- Плочице — 20218
- Пломин — 52234
- Подаца — 21335
- Подцркавље — 35201
- Подгајци Подравски — 31552
- Подгора — 21327
- Подгорач — 31433
- Подлапача — 53236
- Подпићан — 52333
- Подравска Мославина — 31530
- Подравске Сесвете — 48363
- Подстрана — 21312
- Подшпиље — 21483
- Подтурен — 40317
- Подвиње — 35107
- Покупско — 10414
- Полача — 23423
- Поличник — 23241
- Пољана — 34543
- Поповача — 44317
- Пореч — 52440
- Посавски Бреги — 10311
- Посавски Подгајци — 32258
- Поседарје — 23242
- Постира — 21410
- Потомје — 20244
- Повља — 21413
- Повљана — 23249
- Познановец — 49222
- Пожега — 34000
- Прапутњак — 51225
- Пражница — 21424
- Предава — 43211
- Преграда — 49218
- Преко — 23273
- Прелог — 40323
- Премуда — 23294
- Пресека — 10346
- Презид — 51307
- Пргомеље — 43252
- Пргомет — 21201
- Придрага — 23226
- Придворје — 20217
- Пригорје Брдовечко — 10291
- Приморски Долац — 21227
- Примоштен — 22202
- Привлака (Далмација) — 23233
- Привлака — 32251
- Промајна — 21323
- Првић Лука — 22233
- Првић Шепурине — 22234
- Пучишћа — 21412
- Пула — 52100
- Пунат — 51521
- Пунитовци — 31424
- Пупнат — 20274
- Путниковић — 20248

### Р[7]
- Раб — 51280
- Рабац — 52221
- Рачиновци — 32262
- Рачишће — 20264
- Радатовићи — 47285
- Радобој — 49232
- Радован — 42242
- Рајево Село — 32261
- Рајић — 44323
- Раков Поток — 10436
- Раковец — 10347
- Раковица — 47245
- Расиња — 48312
- Раша — 52223
- Ратковица — 34315
- Рава — 23283
- Равен — 48265
- Равна Гора — 51314
- Ражанац — 23248
- Речица — 47203
- Ретковци — 32282
- Рибник — 47272
- Ричице — 21267
- Ријека — 51000
- Роч — 52425
- Роготин — 20343
- Рогозница — 22203
- Роковци Андријашевци — 32271
- Ровињ — 52210
- Ровишће — 43212
- Руновић — 21261
- Ружић — 22322

### С[8]
- Саборско — 47306
- Сали — 23281
- Самобор — 10430
- Сатница Ђаковачка — 31421
- Савудрија — 52475
- Села — 44273
- Селца — 21425
- Селце — 51266
- Селци Ђаковачки — 31415
- Селница — 40314
- Семељци — 31402
- Сењ — 53270
- Сеструњ — 23291
- Сесвете (код Пожеге) — 34312
- Сесвете — 10360
- Сесвете-Краљевец — 10361
- Северин — 43274
- Северин на Купи — 51329
- Сибињ — 35252
- Силба — 23295
- Сињ — 21230
- Сирач — 43541
- Сисак — 44000
- Сисак-Цапраг — 44010
- Сиверић — 22321
- Скакавац — 47212
- Скрад — 51311
- Скрадин — 22222
- Слаковци — 32242
- Слано — 20232
- Слатина — 33520
- Слатине — 21224
- Славонски Брод — 35105
- Славонски Брод — 35106
- Сливно — 21272
- Слуњ — 47240
- Смиљан — 53211
- Смоквица — 20272
- Соколовац — 48306
- Солин — 21210
- Сољани — 32255
- Сопје — 33525
- Сошице — 10457
- Сотин — 32232
- Сплит — 21000
- Срачинец — 42209
- Срб — 23445
- Срињине — 21292
- Станковци — 23422
- Стари Град — 21460
- Стари Јанковци — 32241
- Стари Микановци — 32284
- Стариград Пакленица — 23244
- Сташевица — 20345
- Стобреч — 21311
- Стоморска — 21432
- Стон — 20230
- Стризивојна — 31410
- Стрмец Самоборски — 10434
- Строшинци — 32256
- Стубичке Топлице — 49244
- Студенци — 21265
- Сућурај — 21469
- Сухопоље — 33410
- Сукошан — 23206
- Суња — 44210
- Супетар — 21400
- Сусак — 51561
- Сутиван — 21403
- Света Марија — 40326
- Света Недјеља — 10431
- Свети Ђурђ — 42233
- Свети Филип и Јаков — 23207
- Свети Илија — 42214
- Свети Иван Зелина — 10380
- Свети Иван Жабно — 48214
- Свети Јурај — 53284
- Свети Криж Зачретје — 49223
- Свети Ловреч — 52448
- Свети Мартин на Мури — 40313
- Свети Мартин под Окићем — 10435
- Свети Петар у шуми — 52404
- Светвинченат — 52342

### Т[8]
- Тар — 52465
- Тијарица — 21245
- Тињан — 52444
- Тисно — 22240
- Ткон — 23212
- Тополо — 20205
- Тополовац — 44202
- Топуско — 44415
- Тординци — 32214
- Тоуњ — 47264
- Товарник — 32249
- Тракошћан — 42254
- Тргет — 52224
- Трибаљ — 51243
- Трибањ — 23245
- Трибуњ — 22212
- Триљ — 21240
- Трнава — 31411
- Трновец Бартоловечки — 42202
- Трновитички Поповац — 43233
- Трогир — 21220
- Трпањ — 20240
- Трпиња — 32224
- Трстеник — 20245
- Трстено — 20233
- Тршће — 51305
- Тучепи — 21325
- Тугаре — 21252
- Тухељ — 49215
- Турчин — 42204

### Ћ[4]
- Ћунски — 51564

### У[2]
- Удбина — 53234
- Угљан — 23275
- Угљане — 21243
- Уљаник — 43507
- Умаг — 52470
- Унешић — 22323
- Уније — 51562

### Ф[3]
- Фаркашевац — 10344
- Фажана — 52212
- Фердинандовац — 48356
- Феричанци — 31512
- Фунтана — 52452
- Фужине — 51322

### Х[3]
- Херцеговац — 43284
- Хлебине — 48323
- Храшчина-Трговишће — 49283
- Хрељин — 51226
- Хрваце — 21233
- Хрватска Дубица — 44450
- Хрватска Костајница — 44430
- Хрватски Лесковац — 10251
- Хум на Сутли — 49231
- Хвар — 21450

### Ц[1]
- Цабуна — 33412
- Цавтат — 20210
- Церна — 32272
- Церник — 35404
- Церовац Вукманички — 47241
- Церовље — 52402
- Цестица — 42208
- Цетинград — 47222
- Циста Прово — 21256
- Циста Велика — 21244
- Црес — 51557
- Цриквеница — 51260
- Цривац — 21229
- Црнац — 33507
- Црни Луг — 51317

### Ч[4]
- Чабар — 51306
- Чачинци — 33514
- Чађавица — 33523
- Чаглин — 34350
- Чаковци — 32238
- Чаковец — 40000
- Чара — 20273
- Чазма — 43240
- Чепин — 31431
- Червар Порат — 52449
- Чилипи — 20213
- Чиста Велика — 22214
- Чрнковци — 31553

### Ш[8]
- Шандровац — 43227
- Шапјане — 51214
- Шаренград — 32234
- Шенковец — 10292
- Шестановац — 21250
- Шибеник — 22000
- Шибеник-Заблаће — 22030
- Шило — 51515
- Шипањска Лука — 20223
- Широке — 22204
- Шишљавић — 47204
- Шкабрња — 23223
- Шкрљево — 51223
- Шмрика — 51263
- Шпишић Буковица — 33404
- Штефање — 43246
- Штитар — 32274
- Штригова — 40312
- Шушњевица — 52233